# Château de Güldenstein

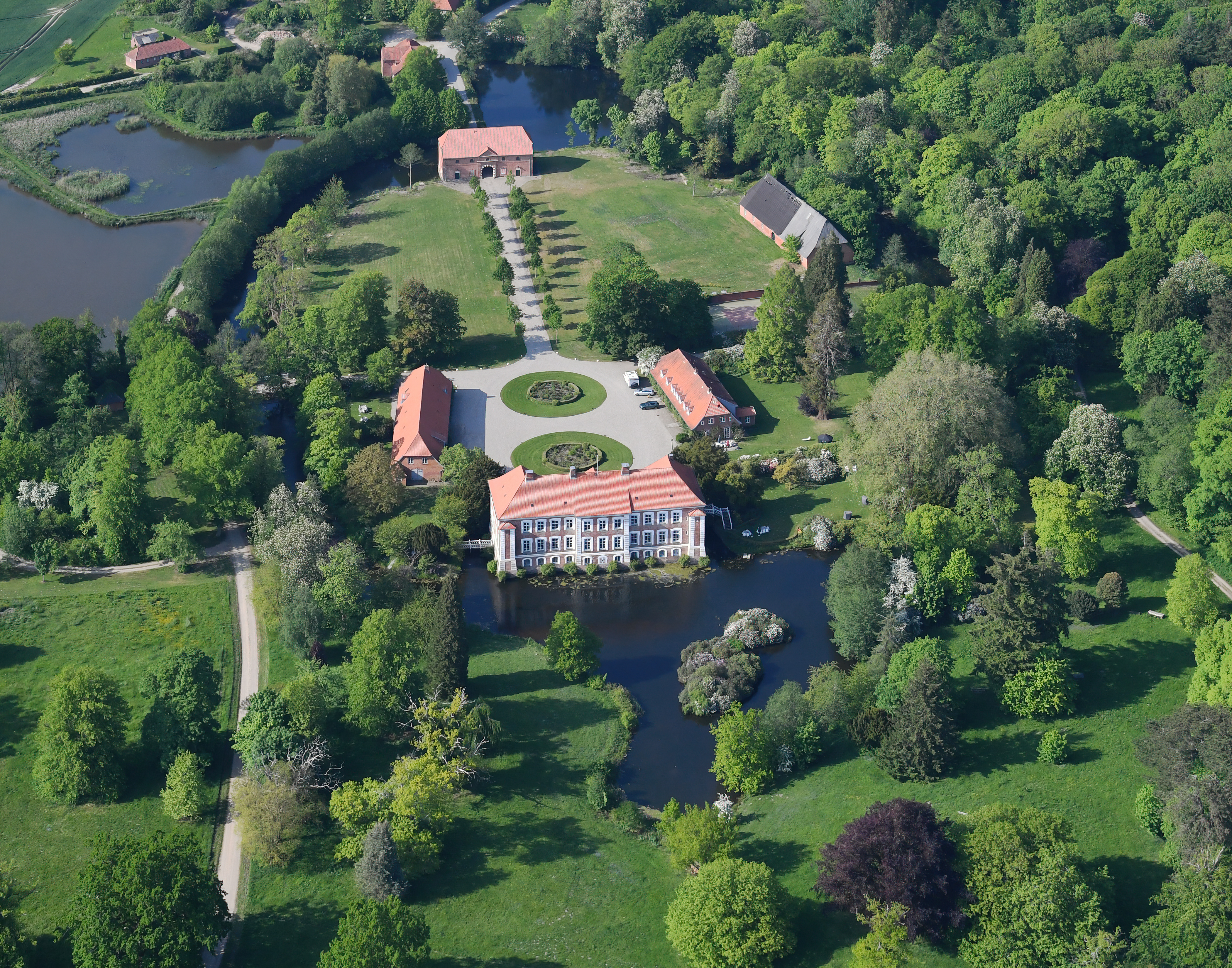
Vue aérienne du château de Güldenstein

Le château de Güldenstein (Herrenhaus Güldenstein) se trouve en Allemagne dans la commune de Harmsdorf à l'est de l'État du Schleswig-Holstein. C'est un château baroque important de la région qui se trouve toujours en possession de la famille ducale de la Maison d'Oldenbourg.

## Histoire
Le château se trouve à la place d'un ancien Wasserburg médiéval. Le domaine de Güldenstein prend corps dans la première moitié du XVIe siècle, résultant du partage du domaine de Gneningen. Il entre en possession de la famille de Sehested jusqu'en 1608, puis de celle des Pogwisch jusqu'en 1682 et ensuite de la famille von Ahlefed jusqu'en 1701.
Le château actuel est construit par la famille Thienen au début du XVIIIe siècle en 1726. Le propriétaire Heinrich von Thienen fait appel au maître d'œuvre d'Eutin, Rudolph Matthias Dallin qui le construit à bout d'une petite île ovale. La moitié du château donne directement sur l'eau. Le château est construit en briques et l'on remarque au-dessus de la porte d'honneur les blasons des familles Thienen et Brockdorff. Ensuite la famille Rantzau (de) en hérite. Les ducs d'Oldenbourg l'achètent en 1839. L'ancien territoire des princes-évêques de Lübeck étant alors une enclave du grand-duché d'Oldenbourg. La famille est toujours propriétaire et exploite les terres, tout en y organisant des concours d'équitation. Le château, habité, ne se visite pas.

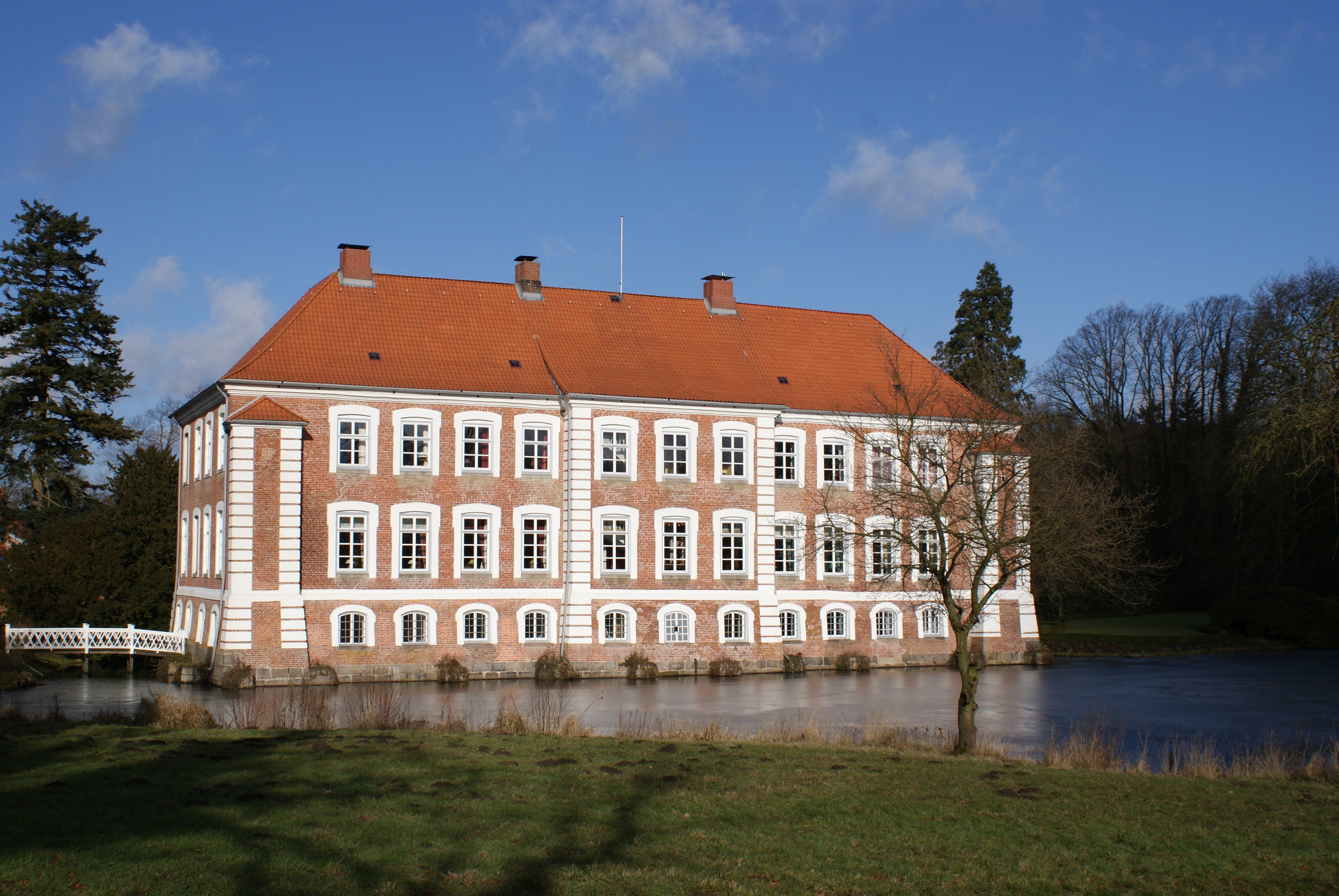
Façade au bord de l'eau, côté parc

Les bâtiments de ferme et des communs sont construits dans un axe nord-sud à côté du château. On remarque un bâtiment surmonté d'une tour construit en 1743 et restauré en 2008-2009. Le château est entouré depuis 1841 d'un parc à l'anglaise.

## Source
- (de) Cet article est partiellement ou en totalité issu de l’article de Wikipédia en allemand intitulé « Gut Güldenstein » (voir la liste des auteurs).